# Шофс, Рудольф
Рудольф Шофс (нем. Rudolf Schoofs; 3 января 1932, Гох — 28 июля 2009, Штутгарт) — немецкий художник, график, иллюстратор и скульптор. Один из наиболее известных немецких художников послевоенного времени.

## Жизнь и творчество
Р.Шофс изучал искусство в Крефельде с 1952 по 1954 год у Георга Мухе, затем был его ассистентом. С 1958 он преподаёт в Школе прикладного искусства в Касселе, с 1961 — в аналогичной школе в Вуппертале. С 1975 Шофс — профессор Академии изящных искусств Карлсруэ, с 1976 — профессор Академии Штутгарта.
Р.Шофс являлся лауреатом ряда германских и международных художественных премий. В 1977 он участвует в выставке современного искусства documenta 6 в Касселе, в 1981 — биеннале в Сан-Паулу. В 1997 году Р.Шофс эмеритирует. Скончался после продолжительной болезни в своей мастерской в Штутгарте. Всего же художником были организованы более 40 индивидуальных выставок, он также выставлялся на многочисленных групповых выставках.
Р.Шофс был одним из ярчайших представителей абстрактного искусства в Германии. Особенно известны его литературные иллюстрации. Первоначально художник находился под сильным влиянием живописи информель, со временем же разработал свой собственный, индивидуальный художественный стиль.

## Награды (избранное)
- 1969 — Премия Эдуарда фон дер Хёйдта города Вупперталь
- 1969 — премия в области графики на Международной выставке белого и чёрного (Mostra Internazionale di Bianco e Nero) в Лугано
- 1970 — Премия Генриха Цилле в области критической графики в Ганновере
- 1974 — премия в области графики Музея современного искусства Сан-Франциско и Калифорнийского колледжа искусств